# Rozlazłów
Rozlazłów – wieś w Polsce położona w województwie mazowieckim, w powiecie sochaczewskim, w gminie Sochaczew. Ma status sołectwa.
| SIMC    | Nazwa       | Rodzaj    |
| ------- | ----------- | --------- |
| 1057730 | Horonówka   | część wsi |
| 1057752 | Irenówka    | część wsi |
| 1057999 | Rozlazłówek | część wsi |

W latach 1975–1998 miejscowość administracyjnie należała do województwa skierniewickiego.

## Zabytki
- murowany dwór z II połowy XIX w., następnie rozbudowany w XIX i XX w.